# Ph. J. Maul

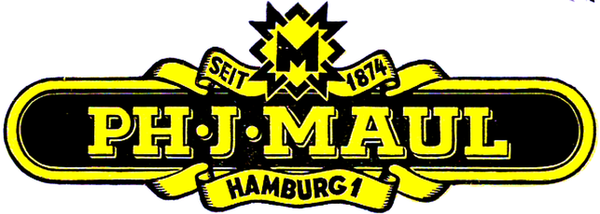
Firmenlogo mit stilisiertem „M“, das seit 1909 als Markenzeichen verwendet wurde

Firmen-Briefkopf aus dem Jahre 1915 mit einer Auswahl des Produktsortiments

Philipp Jakob Maul (1841–1922)

Ausschnitt aus der Patentschrift für die Briefwaage „Fertig“ von 1909

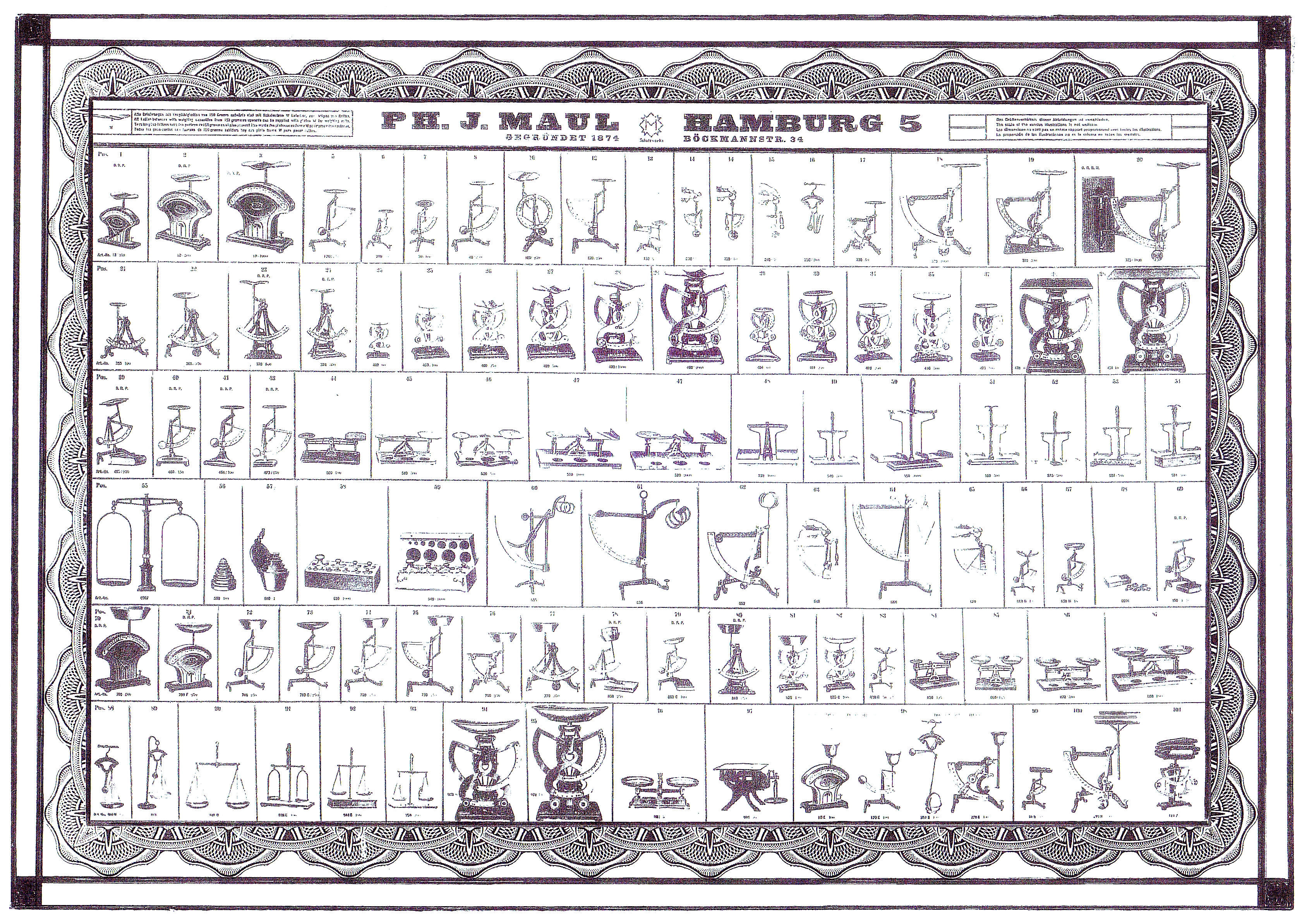
Produktposter Waagen, um 1920

Die Firma Ph. J. Maul in Hamburg war ein bedeutender deutscher Hersteller von Briefwaagen und anderen „Comptoirartikeln“. Das Unternehmen wurde am 26. September 1874 von Philipp Jakob Maul (1841–1922) gegründet und bestand bis zu seiner Auflösung 1989. Obwohl das zugrundeliegende Funktionsprinzip der Neigungswaage bereits rund 100 Jahre vor ihm von Philipp Matthäus Hahn entwickelt worden war, galt Maul im deutschen Sprachraum lange Zeit als „Vater der Briefwaage“, weil er als erster Briefwaagen im industriellen Maßstab produzierte und weltweit exportierte.

## Geschichte
Firmengründer Philipp Jakob Maul wurde am 23. Februar 1841 in Jugenheim in Rheinhessen geboren. Nach einer Feinmechaniker-Lehre in Kaiserslautern verbrachte er seine Wanderjahre in Genf, Paris und London, wo er erste Erfahrungen im Bau von Waagen und Barometern sammelte, bevor er sich 1872 in Hamburg niederließ und dort zwei Jahre später eine eigene Mechanikerwerkstatt eröffnete. Hier beschäftigte er sich mit der Konstruktion von Briefwaagen, die er anfangs in handwerklicher Einzelarbeit anfertigte und auch selbst verkaufte. Wegen der großen Nachfrage aus den zahlreichen Kontorhäusern der Hafenstadt konnte er seinen Betrieb rasch vergrößern und zur Serienproduktion auf eigens konstruierten Maschinen übergehen. 1885 erfolgte die Eintragung ins Handelsregister, 1892 gab Maul seine Jahresproduktion mit 50–60.000 Stück an, 1897 baute die Firma bereits 250.000 Waagen – neben Briefwaagen auch Waagen für verschiedenste Anwendungsgebiete: Eier- und Spargelwaagen, Zigarren- und Zigarettenwaagen, Diätwaagen, Gewürzwaagen, Goldwaagen, Waagen für Hühner oder Mäuse („mit Schwanzklemme“). Hinzu kamen zahlreiche „Comptoirartikel“ wie Federträger mit und ohne Briefwaage, Tintenlöscher, Briefbeschwerer, Notenspießer etc.
Maul meldete im Laufe seines Lebens zahlreiche Patente an, darunter 1909 für die Briefwaage Fertig, die wegen ihrer selbsttarierenden Pendelmechanik auch auf unebenem oder geneigtem Untergrund fehlerfrei funktionierte und keiner Stellschraube zur exakten Gewichtsbestimmung mehr bedurfte. Diese Waage wurde fortan in verschiedenen Größen und Ausführungen (auch als fotografische Waage) produziert; später kamen zahlreiche weitere Modelle hinzu, darunter auch solche, bei denen die Pendelmechanik in einem Gehäuse verbaut war. Die Firma beschäftigte zeitweise über 130 Mitarbeiter und lieferte über 60 Prozent ihrer Produktion ins Ausland. 1977 bestanden 15 Auslandsvertretungen und etwa 40 Auslandsverbindungen.
Nach Mauls Tod am 21. April 1922 führte zunächst sein ältester Sohn Philipp Friedrich Maul (1907–1942) das Unternehmen fort, bis er 1940 zur Wehrmacht eingezogen wurde und in Russland vermisst blieb. Nach dem Zweiten Weltkrieg übernahm der zweite Sohn Otto Maul (1908–1987) die Leitung der Firma, der er seit 1936 als Betriebsingenieur und Prokurist angehörte.
Bei den großen Luftangriffen auf Hamburg im Juli 1943 wurde das Firmengebäude im Stadtteil St. Georg (Böckmannstraße 34), in dem sich die Firma seit der Jahrhundertwende befand, total zerstört. Schon kurze Zeit später begann der Wiederaufbau durch Betriebsangehörige und 1944 eine kleine, wenn auch betriebsfremde Produktion (z. B. Stoßeisen für Arbeitsstiefel, für die aufgrund der Kriegszerstörungen ein großer Bedarf bestand). Außerdem wurde bis Kriegsende zeitweilig in einer Zweigniederlassung im böhmischen Teplitz-Schönau produziert. Erst 1948 konnte die gewohnte Fertigung in Hamburg wieder aufgenommen werden. Dazu zählte in den Folgejahren unter anderem das Übergewichts-Prüfgerät MAXIMUS, das für die Deutsche Bundespost wie auch für die Postverwaltungen anderer Länder produziert wurde.
1966 zog das Unternehmen wegen Neubauplänen der Stadt in St. Georg um nach Hamburg-Wandsbek (Angerburger Straße 25) und errichtete dort ein neues Firmengebäude. Nach dem Tod Otto Mauls wurde die Firma am 23. August 1989 – 115 Jahre nach ihrer Gründung – endgültig aus dem Handelsregister gelöscht.
Die Unternehmenstradition wird heute von der in Zell im Odenwald ansässigen Firma Jakob Maul fortgeführt: Deren Gründer Jakob Maul (1867–1953) war ein Neffe von Philipp Jakob Maul und hatte ursprünglich auch bei ihm in Hamburg gelernt. Er hatte maßgeblichen Anteil an der Umstellung der Manufaktur auf industrielle Produktion und hoffte, eines Tages die Firma seines bis dato kinderlosen Onkels zu übernehmen. Als dieser aber im hohen Alter heiratete und Vater von vier Kindern wurde, sah sich Jakob Maul um sein Erbe gebracht und schied 1912 im Streit aus der Firma aus. Er ging zurück in seine hessische Heimat und gründete dort sein eigenes Unternehmen, mit dem er neben anderen Büroartikeln ab 1931 (nach dem Auslaufen der entsprechenden Patente) auch eigene Briefwaagen nach dem Vorbild seines Onkels fertigte.

## Produkte (Auswahl)

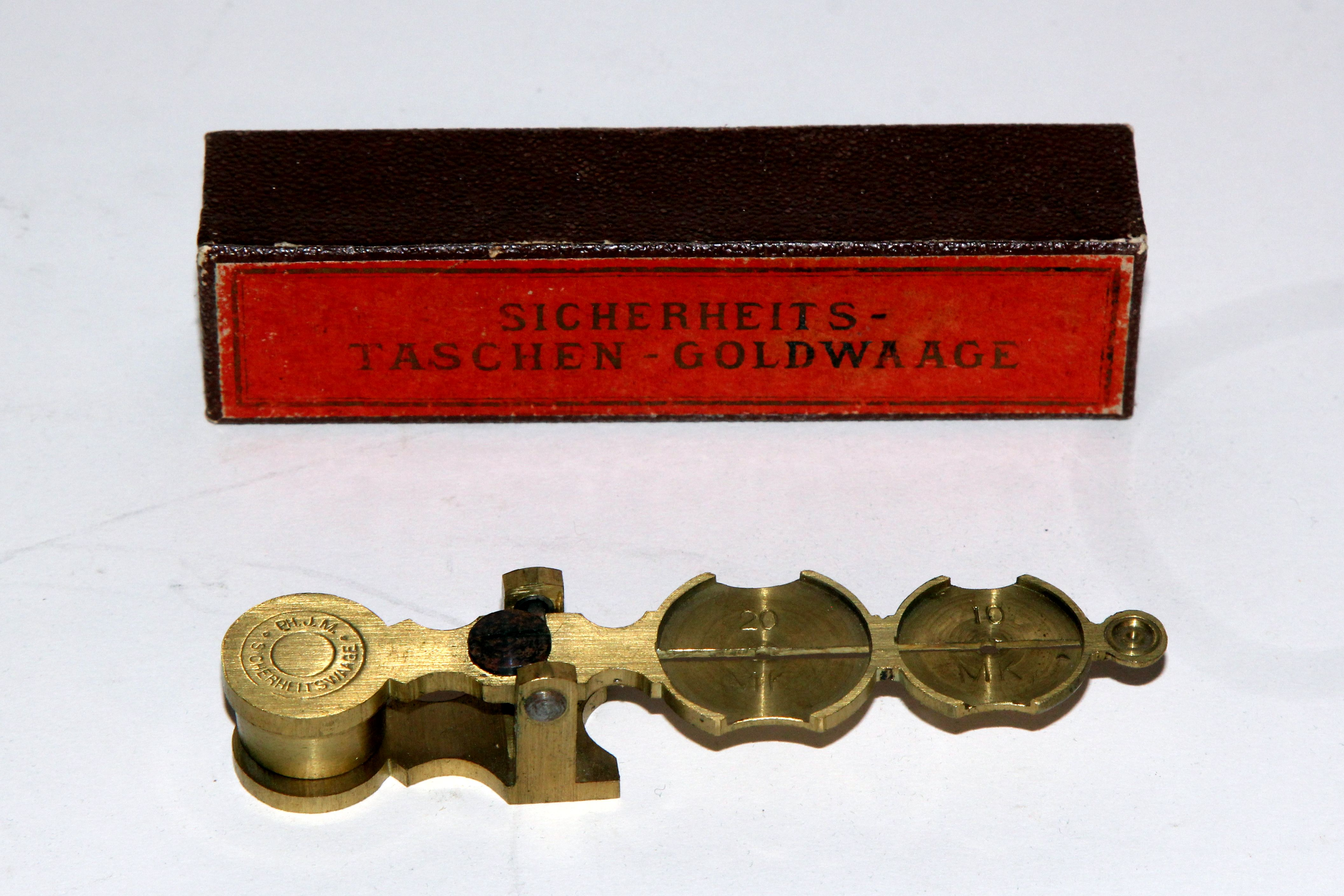
Taschen-Goldwaage, um 1875
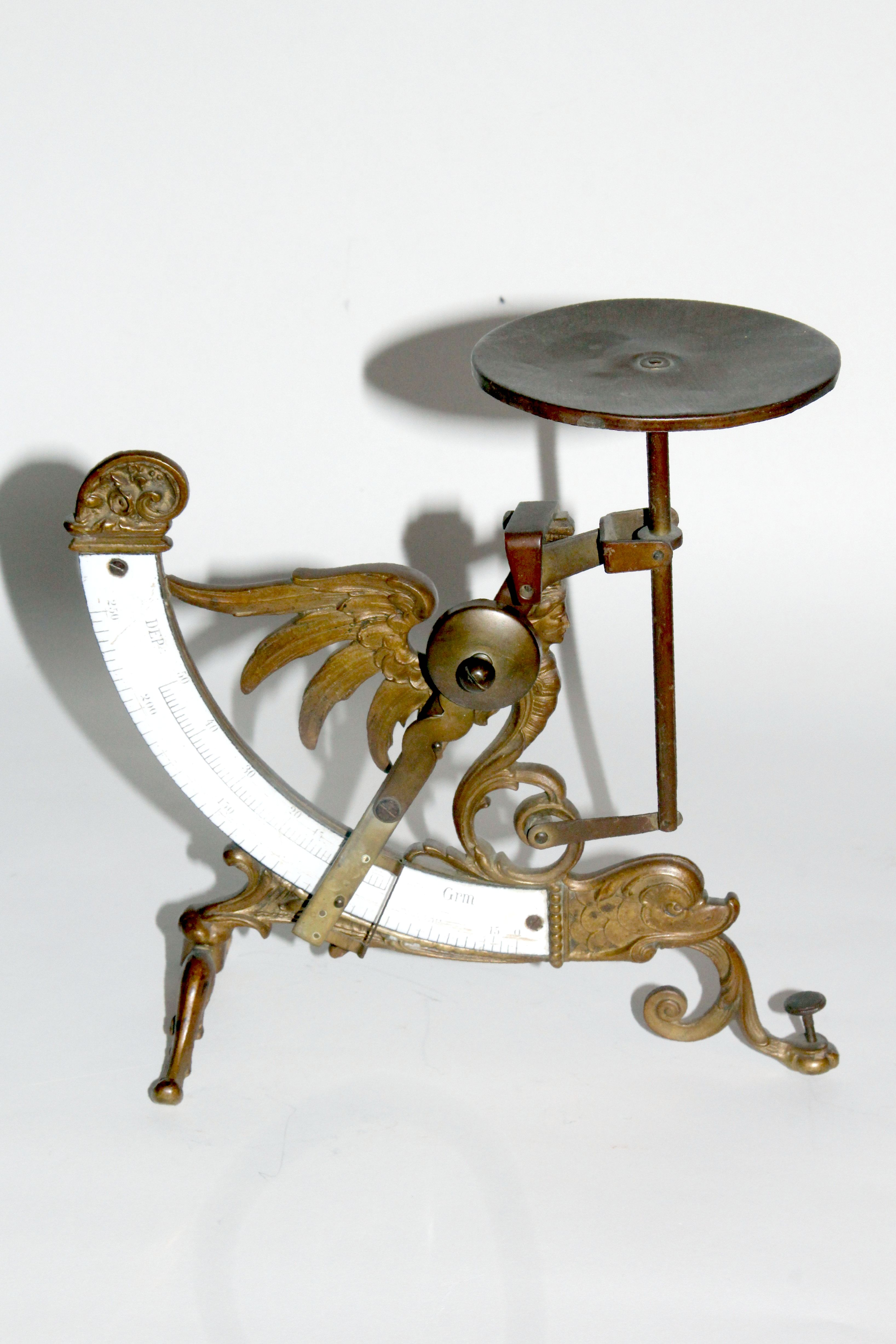
Briefwaage mit Karyatide, um 1900
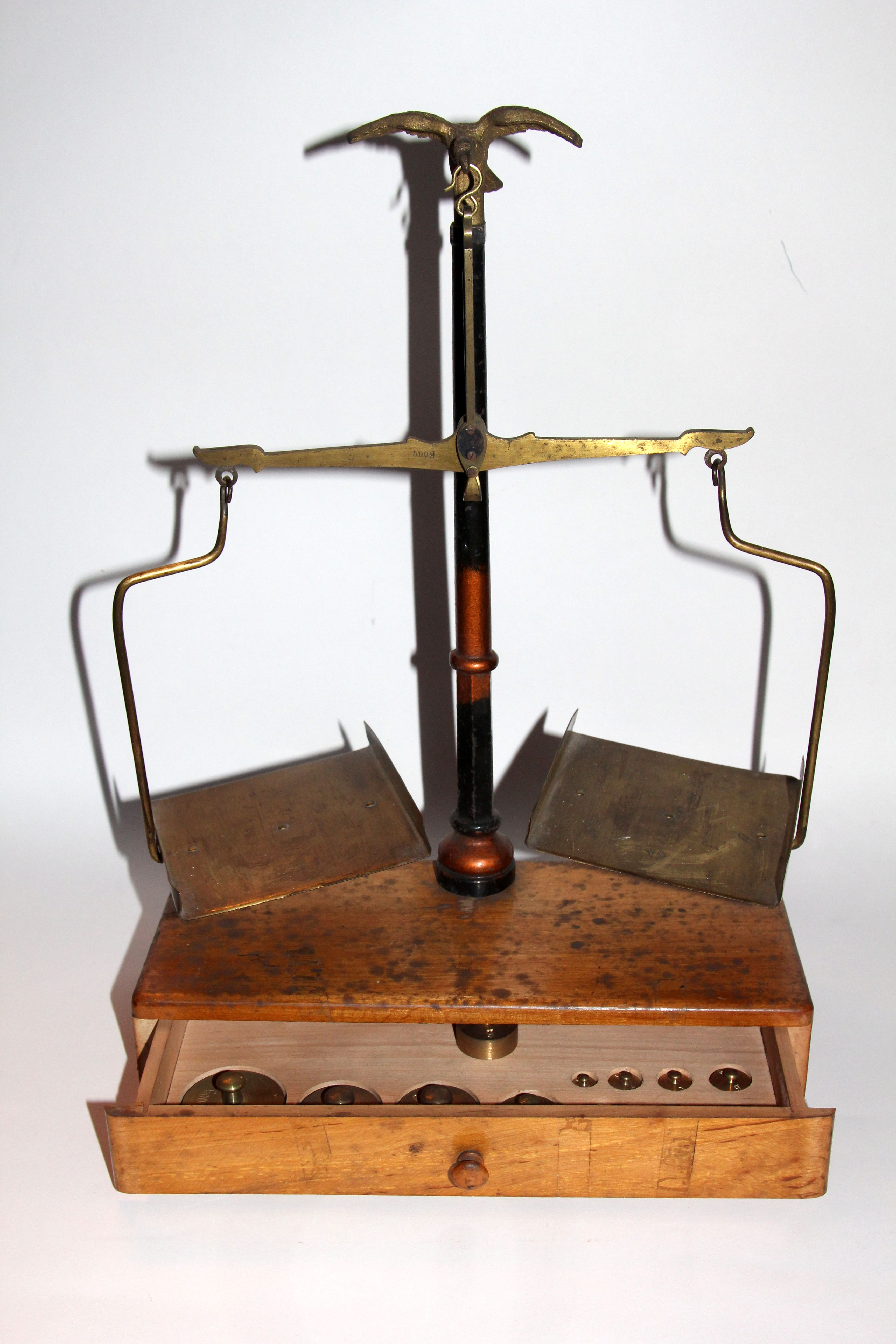
Eichfähige Postbriefwaage mit Adlerstativ, um 1905
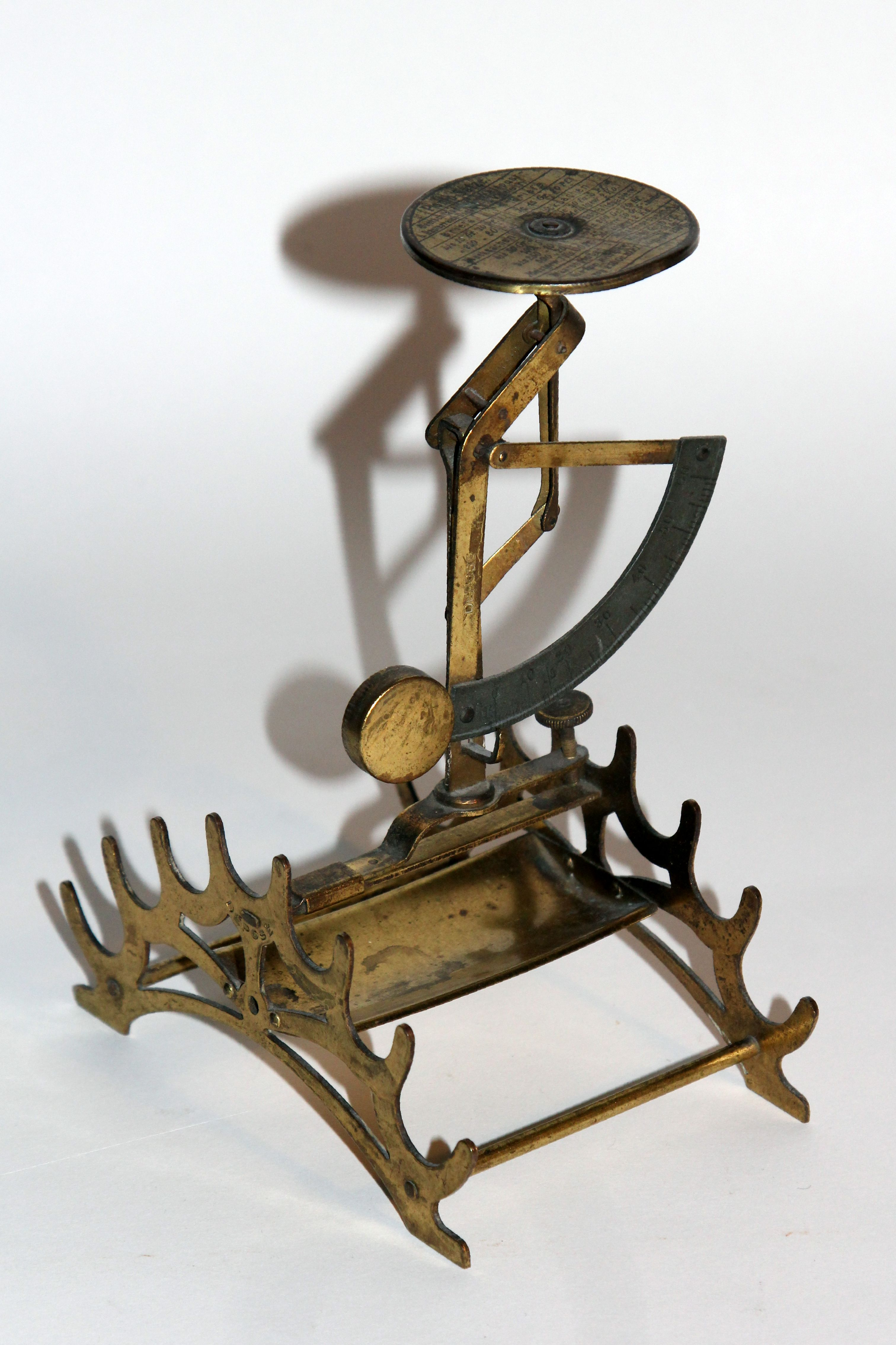
Federträger mit Briefwaage, um 1905
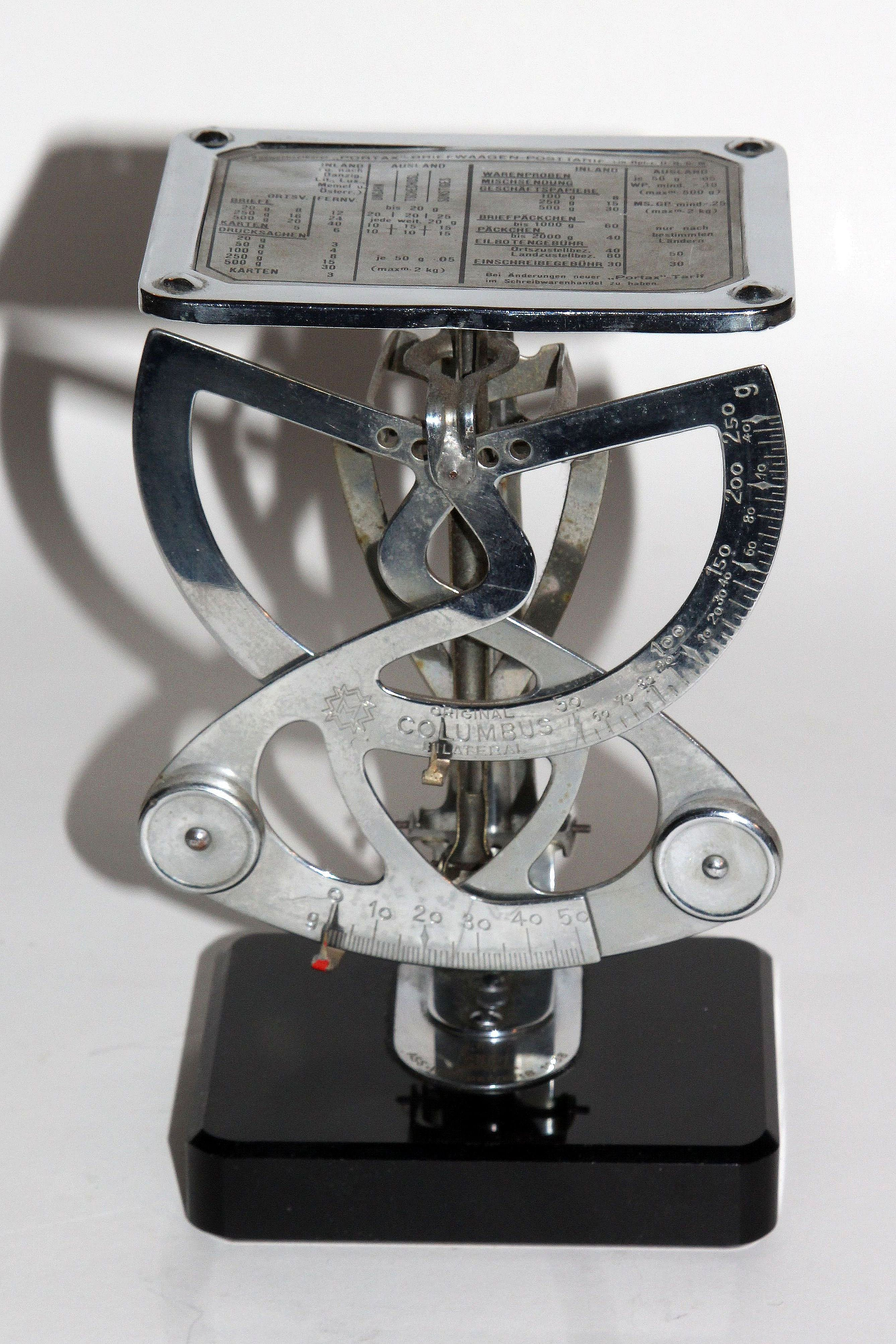
Briefwaage „Columbus Bilateral“, um 1905
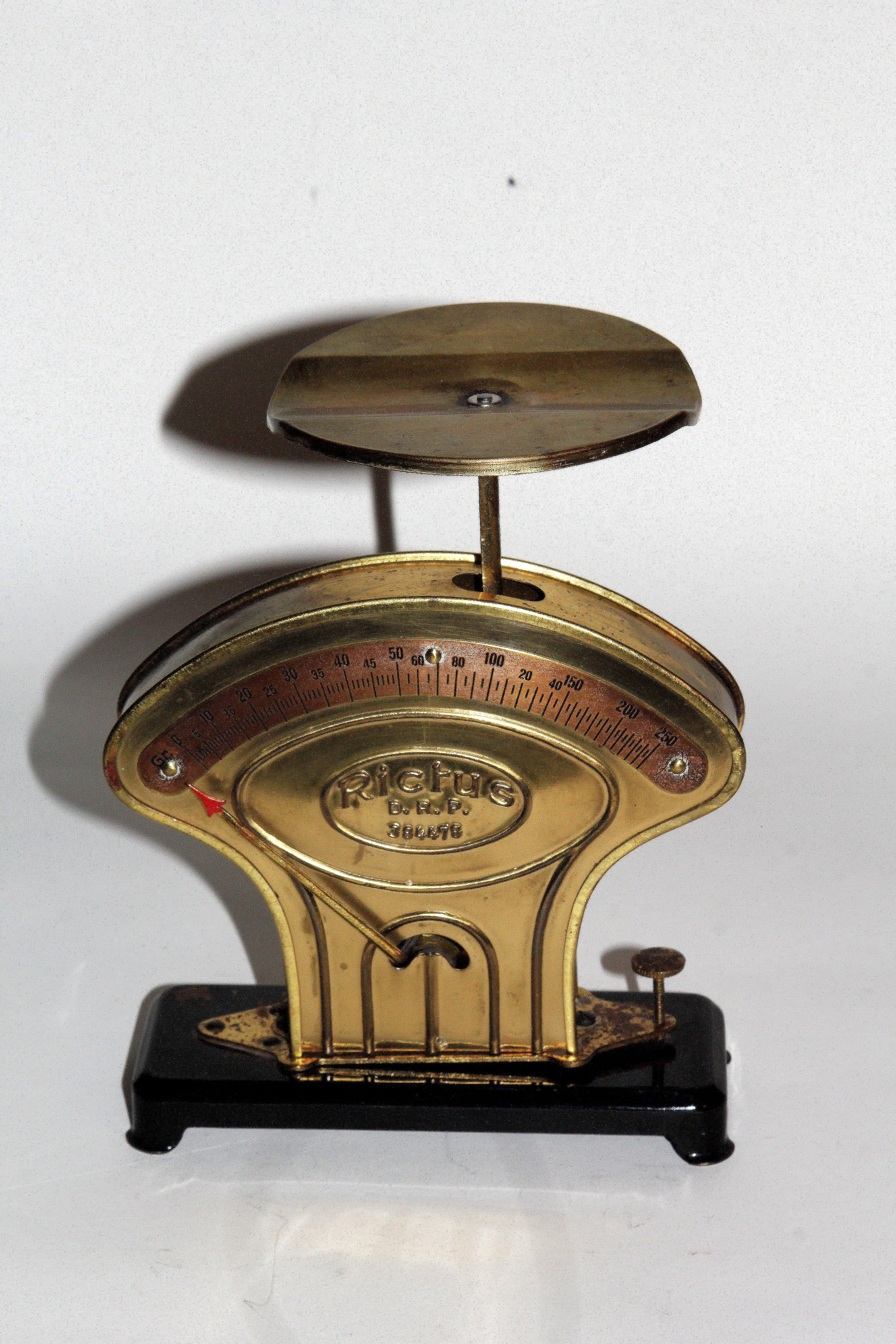
Neigungs-Briefwaage „Rictus“, um 1920
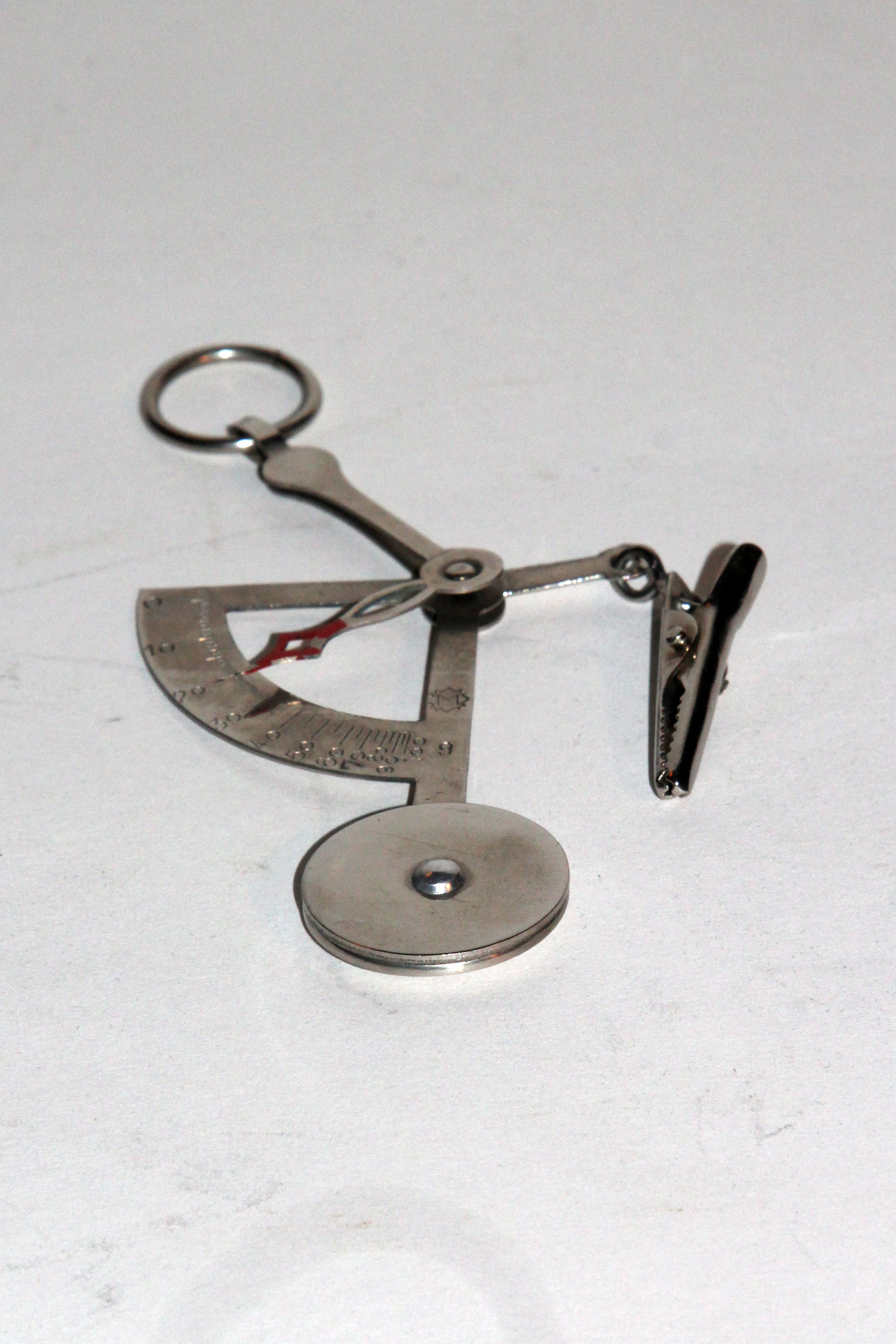
Handbriefwaage, um 1920
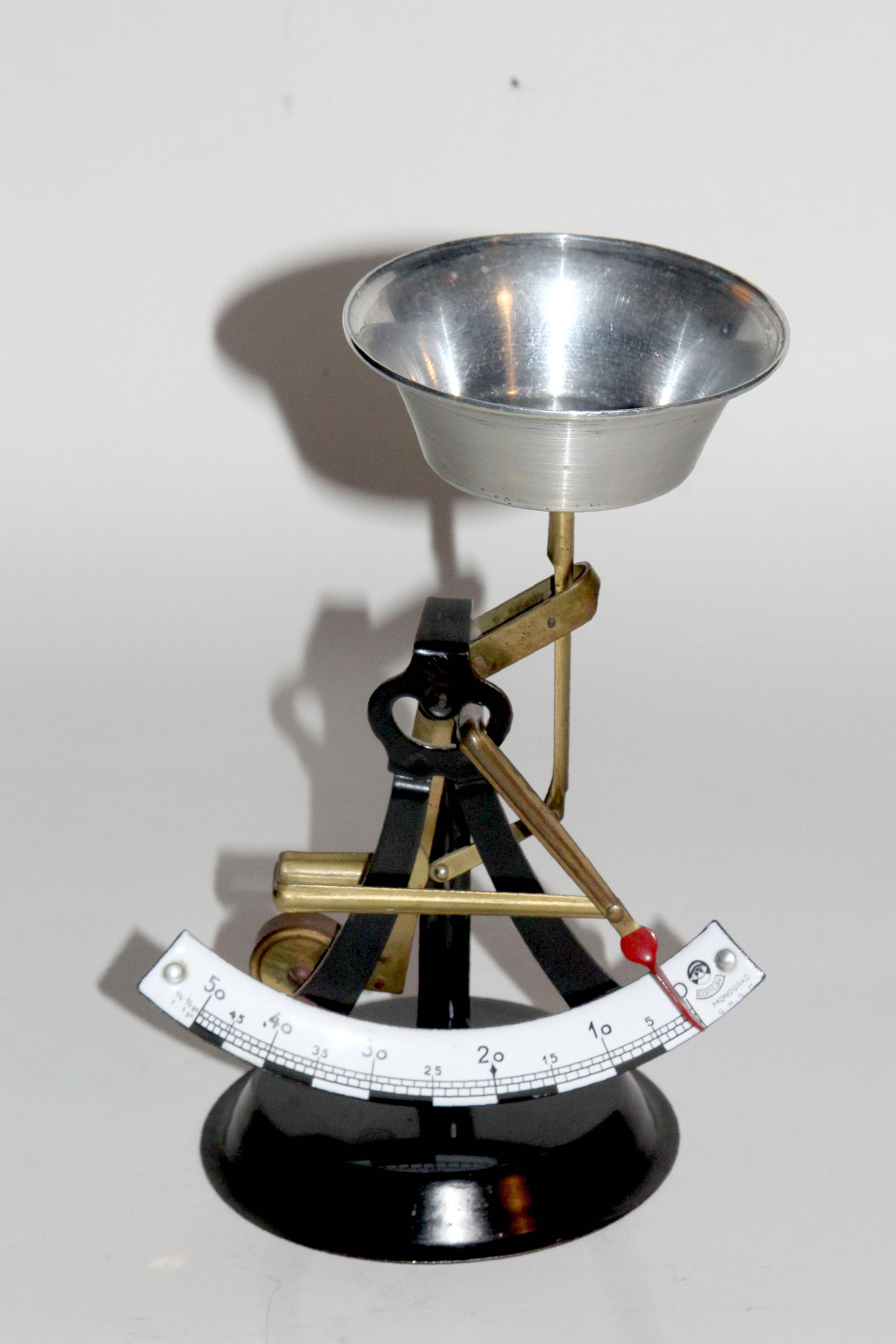
Waage „Fertig“ für chemische und fotografische Zwecke, um 1925